# تونگیبری
تونگیبری (به لاتین: Tongibari) یک منطقهٔ مسکونی در بنگلادش است که در ناحیه منشی‌گنج واقع شده‌است. تونگیبری ۱۴۹٫۹۶ کیلومتر مربع مساحت و ۱۷۶٬۸۸۱ نفر جمعیت دارد.